# Mister Olympia 2021
Mr. Olympia 2021 è stata la cinquantasettesima edizione dell'omonima competizione di bodybuilding prodotto dalla IFBB. L'evento si è svolto dal 7 al 10 ottobre 2022 ad Orlando (USA).
Nella categoria Open si è confermato campione l'egiziano Mamdouh Elssbiay, mentre la divisione 'Classic' ha visto per il terzo anno consecutivo Chris Bumstead sul gradino più alto del podio.

## Risultati

### Categoria Open[1]
| Posizione | Premio   | Nome               | Paese                  | Judging | Finali | Totale |
| --------- | -------- | ------------------ | ---------------------- | ------- | ------ | ------ |
| 1         | $400,000 | Mamdouh Elssbiay   | Egitto (bandiera)      | 7       | 5      | 12     |
| 2         | $150,000 | Brandon Curry      | Stati Uniti (bandiera) | 8       | 11     | 19     |
| 3         | $100,000 | Hadi Choopan       | Iran (bandiera)        | 15      | 14     | 29     |
| 4         | $40,000  | Hunter Labrada     | Stati Uniti (bandiera) | 20      | 20     | 40     |
| 5         | $35,000  | Nick Walker        | Stati Uniti (bandiera) | 24      | 25     | 49     |
| 6         |          | William Bonac      | Paesi Bassi (bandiera) | 30      | 30     | 60     |
| 7         |          | Iain Valliere      | Canada (bandiera)      | 35      | 35     | 70     |
| 8         |          | Justin Rodriguez   | Stati Uniti (bandiera) | 40      | 42     | 82     |
| 9         |          | Akim Williams      | Stati Uniti (bandiera) | 49      | 48     | 97     |
| 10        |          | Mohamed Shaaban    | Egitto (bandiera)      | 53      | 47     | 100    |
| 11        |          | Roelly Winklaar    | Paesi Bassi (bandiera) | 51      | 55     | 106    |
| 12        |          | James Hollingshead | Regno Unito (bandiera) | 60      | 65     | 125    |
| 13        |          | Hassan Mostafa     | Egitto (bandiera)      | 65      | 62     | 127    |
| 14        |          | Patrick Moore      | Stati Uniti (bandiera) | 70      | 68     | 138    |
| 15        |          | Regan Grimes       | Canada (bandiera)      | 75      | 75     | 150    |
| 16        |          | Andrea Presti      | Italia (bandiera)      | 80      | 80     | 160    |

### Categoria Classic Physique
| Pos. | Atleta              |
| ---- | ------------------- |
| 1    | Chris Bumstead      |
| 2    | Terrence Ruffin     |
| 3    | Breon Ansley        |
| 4    | Urs Kalecinski      |
| 5    | Ramon Rocha Queiroz |

## Curiosità
Andrea Presti è il primo italiano dopo 28 anni a qualificarsi nella massima categoria (open) per una competizione del Mr. Olympia. L'ultimo fu Mauro Sarni nel 1993.